# Świat możliwy
Świat możliwy – w logice i metafizyce modalnej sposób, w jaki rzeczy mogłyby wyglądać. Dokładniej: możliwy świat to kompletny, czy maksymalny możliwy stan rzeczy, gdzie kompletność można zdefiniować w następujący sposób: powiedzmy, że stan rzeczy S zawiera stan rzeczy S' jeśli (logicznie) niemożliwe jest, żeby S zachodził, a S' nie zachodził. I powiedzmy, że stan rzeczy S wyklucza stan rzeczy S' jeśli (logicznie) niemożliwe żeby zarówno S jak i S' zachodziły. Wtedy pewien stan rzeczy S jest kompletny wtedy i tylko wtedy, gdy dla każdego możliwego stanu rzeczy S', S zawiera S' lub S wyklucza S'.